# Cliniodes malleri
Cliniodes malleri là một loài bướm đêm trong họ Crambidae.